# Pirttijärvet
Pirttijärvet är en sjö i kommunen Joensuu i landskapet Norra Karelen i Finland. Sjön ligger 125,4 meter över havet. Den är 2 meter djup. Arean är 61 hektar och strandlinjen är 7,67 kilometer lång. Sjön  ingår i Jänisjokis huvudavrinningsområde.   Den ligger omkring 34 kilometer öster om Joensuu och omkring 400 kilometer nordöst om Helsingfors. 